# Casa de la Fortuna
La Casa de la Fortuna est un site archéologique de  située sur le territoire de la ville de Carthagène dans la région de Murcie,. Il s'agit d'une domus de l'Empire romain du Ier siècle av. J.-C. dotée de mosaïques  et peintures murales dont l'accès est situé sur la Plaza de Risueño (es).

## Découverte

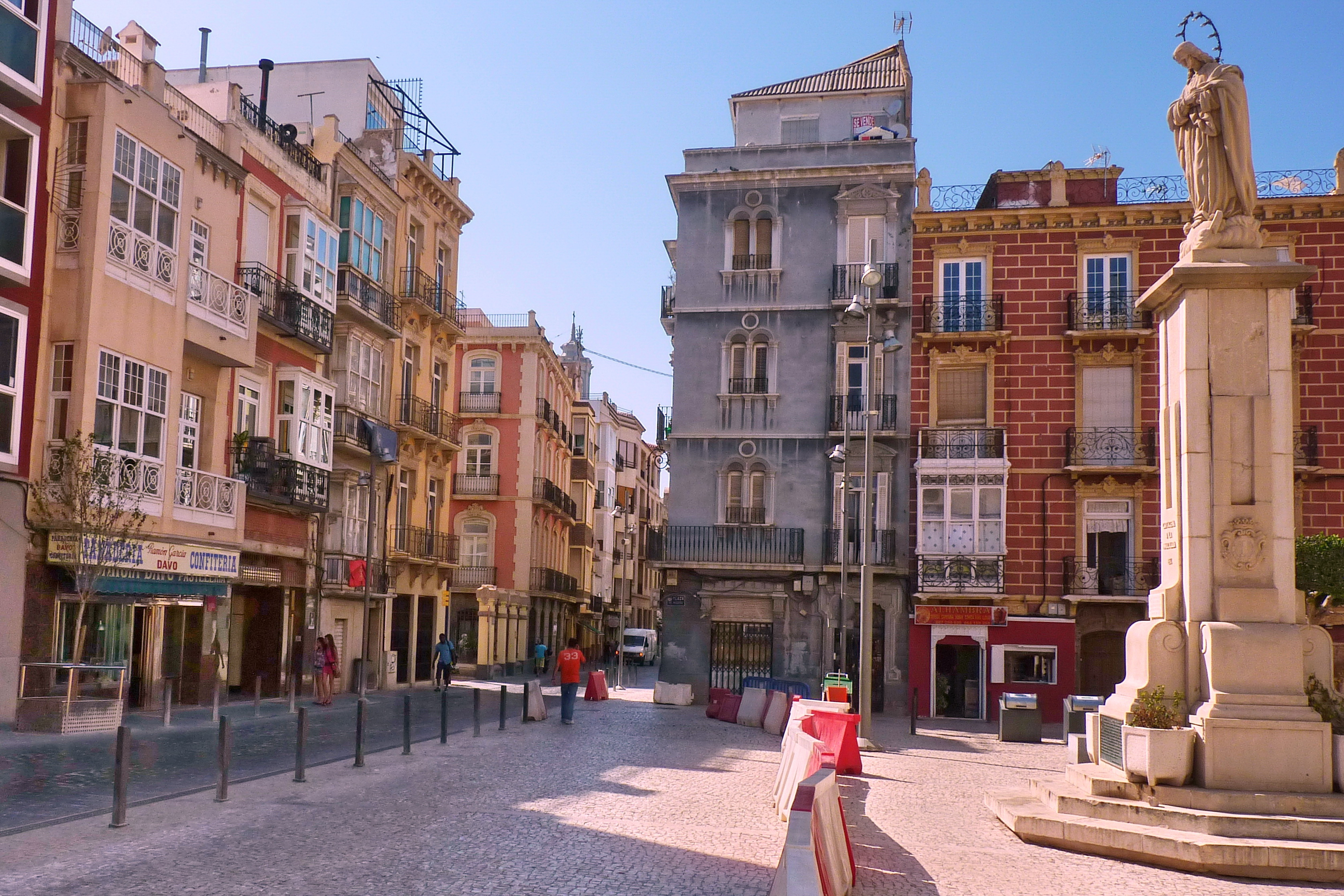
Plaza de Risueño.

Elle a été découverte et fouillée pour la première fois par l'archéologue Pedro San Martín Moro en 1970, au cours de travaux pour construire des logements et un bureau pour une entité bancaire - qui, vu l'avenir possible de la découverte, a financé les fouilles. Au début, il était possible de visiter uniquement les voies romaines trouvées, l'entrée de la maison et seulement deux de ses pièces. Plus tard, en collaboration avec l'association Cartagena Puerto de Culturas, la maison a été entièrement ouverte en musée grâce au projet de l'architecte 
Andrés Cánovas Alcaraz (es). La découverte a été faite sur la Plaza de Risueño située dans la vieille ville.

## Historique

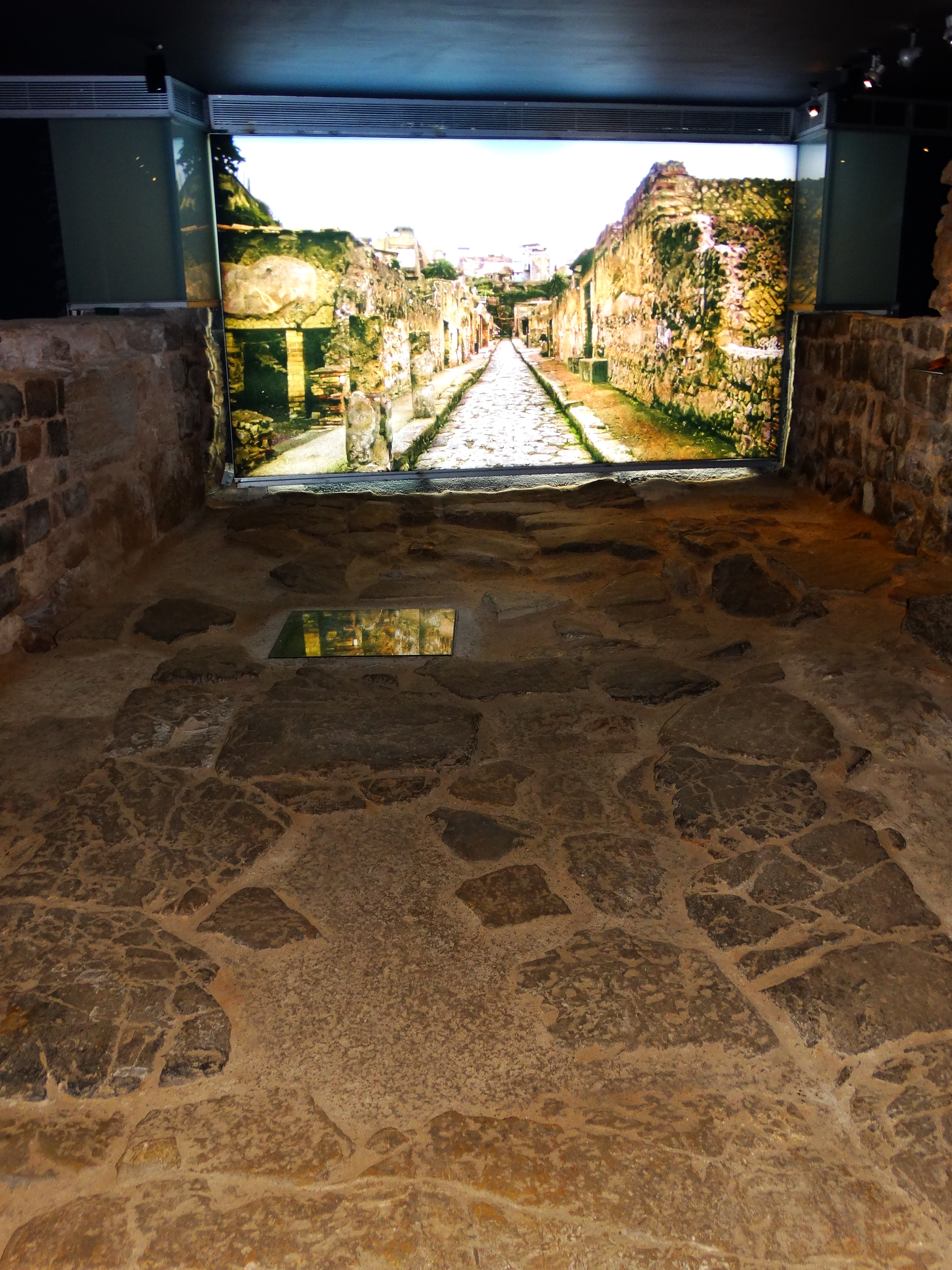
Un tronçon de l'ancienne voie romaine.

Cette domus tire son curieux nom d'une inscription latine située à son entrée arrière, qui dit « FORTVNA PROPITIA », qui signifie « Bonne Chance ». Cette inscription a été placée là pour que tous ceux qui entraient dans la maison aient de la chance. On y retrouve certaines parties d'une maison romaine typique de l'époque, comme le tablinum ou salle de réception, le cubiculum ou chambre et le triclinium où se tenaient les grands banquets. Cette maison a été adaptée à un usage muséal dans lequel les visiteurs visitent la maison et voient les ornements et les objets trouvés lors des fouilles, tels que la vaisselle, les pièces de monnaie, les ornements personnels, les lanternes, etc. Parallèlement à cette visite, on peut également voir quelques anciennes voies romaines découvertes en même temps que la domus.

## Description

Plan type d'une domus.

- Atrium : Il s'agit d'une antichambre du reste des pièces des maisons romaines, où se déroulait la réception des invités potentiels et qui présentait généralement comme ornement une décoration ostentatoire, en l'occurrence les mosaïques que l'on peut encore voir dans le musée.
- Cubiculum : Ce sont les chambres des maisons romaines, dans cette domus spécifique nous en avons trouvé 3, dont une seule semblait être la principale et les autres de simples adhésions qui pourraient être des vestiges d'un petit hortus ou d'un jardin.
- Triclinium : C'était la salle dans laquelle se déroulaient les banquets et c'est pourquoi ils étaient toujours ornés. Il a été prouvé que cette domus ne l'était pas moins, c'est pourquoi des fresques ont été réalisées sur ses murs ainsi que des plumes de paon au plafond.
- Tablinum : On pourrait dire qu'il s'agissait du bureau personnel du propriétaire de la maison, où il recevait en toute intimité des visiteurs importants. Comme il représentait la richesse et le pouvoir de la famille en question, il était décoré de belles peintures et mosaïques. À l’intérieur également, il y avait un petit autel dédié à un dieu ou à des ancêtres de la famille[4].